# 圣老楞佐主教座堂 (卢加诺)

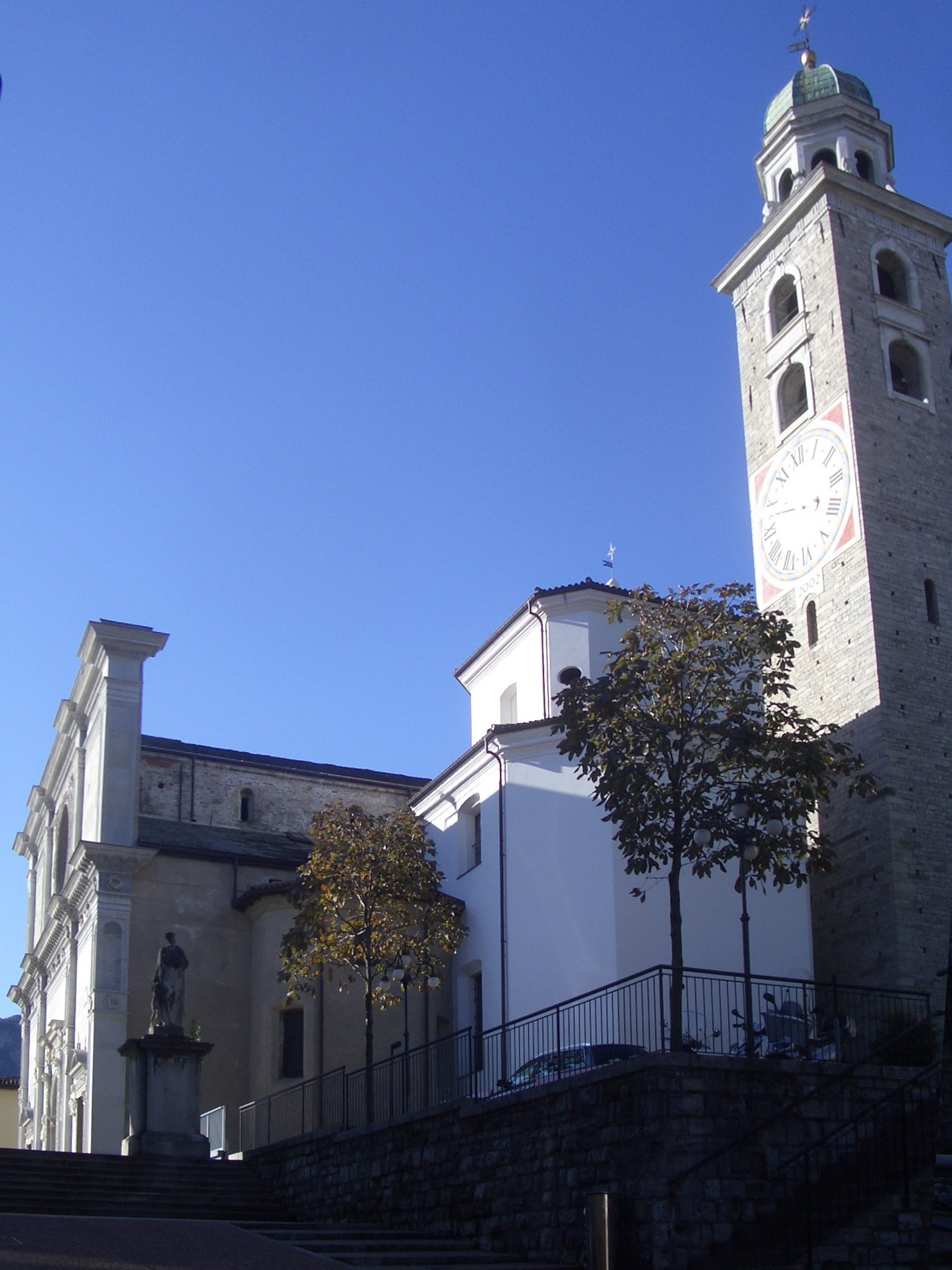
圣老楞佐主教座堂

圣老楞佐主教座堂是天主教卢加诺教区的主教座堂，位于瑞士提契諾州城市卢加诺，始建于818年，15世纪末加以扩建，并将入口改到相反的方向。立面完成于1517年。1888年升格为主教座堂。
46°00′17″N 8°56′55″E / 46.0046°N 8.9486°E